# NGC 7310
NGC 7310 este o galaxie situată în constelația Vărsătorul. A fost descoperită în 20 iulie 1885 de către Francis Leavenworth.